# ほしじるし
ほしじるしは、2014年（平成26年）に品種登録されたイネ（稲）の品種。「さとじまん」を花粉親、「関東199号」を種子親とする交配によって育成された。

## 品種特性
熟期は中生で、多収。栽培適地は関東地方・北陸地方以西。直播栽培にも向き、縞葉枯病抵抗性があるため、麦作地帯での栽培に適する。2017年（平成29年）産では、茨城県と栃木県で産地品種銘柄となっている。
千粒重はやや大きい。炊飯米の食味は「コシヒカリ」に近いとされる。安価で良食味であることから、業務用米に向く。
品種名は、多収、良食味、耐病性などの特性に優れ、多くの星印がつくという意味から名付けられた。